# Tipula (Yamatotipula) moesta
Tipula (Yamatotipula) moesta is een tweevleugelige uit de familie langpootmuggen (Tipulidae). De soort komt voor in het Palearctisch gebied.